# Phasmolia elegans
Phasmolia elegans – gatunek pająka z rodziny skakunowatych i podrodziny Salticinae, jedyny z monotypowego rodzaju Phasmolia. Występuje endemicznie na Nowej Gwinei.

## Taksonomia
Rodzaj i gatunek opisane zostały po raz pierwszy w 2012 roku przez Zhang Junxia i Wayne’a Maddisona. Opisu dokonano na podstawie okazów odłowionych w 2008 roku. Jako lokalizację typową wskazano Tualapę koło Wanakipy w prowincji Southern Highlands Papui-Nowej Gwinei. Nazwa rodzajowa pochodzi od łacińskiego phasma oznaczającego „duch”, z kolei epitet gatunkowy elegans oznacza po łacinie „elegancki” – obie części nazwy odnoszą się do wyglądu zwierzęcia.
Rodzaj ten początkowo umieszczono w podrodzinie Euophoryinae. Po rewizji systematyki skakunowatych z 2015 roku takson ten ma status plemienia w kladzie Simonida w obrębie podrodziny Salticinae. W obrębie plemienia Euophoryini Phasmolia tworzy klad z rodzajami Bindax, Lakarobius i Araneotanna, na co wskazują wyniki morfologiczno-molekularnej analizy filogenetycznej, którą przeprowadzili w 2015 roku Zhang Junxia i Wayne Maddison.

## Morfologia
Pająk ten osiąga od 1,5 do 1,7 mm długości karapaksu i od 1,8 do 1,9 mm długości opistosomy (odwłoka). Kształt ciała nie odbiega od tego spotykanego u pokrewnych Bindax i Lakarobius. Karapaks samca jest czarny z łatami białego owłosienia, samicy zaś jasnożółty z czarną, na przedzie zabieloną łatą między oczami. Ośmioro oczu rozmieszczonych jest w trzech szeregach poprzecznych. Oczy pary przednio-bocznej leżą bardziej z tyłu niż przednio-środkowej, przypominając układ u rodzajów Athamas, Bulolia i Leptathamas. Szczękoczułki są u samca ciemnobrązowe, zaś u samicy jasnożółte. Przednia krawędź szczękoczułka ma trzy zęby, a tylna jeden ząb z dwoma wierzchołkami. Nogogłaszczki u samca są ciemnobrązowe z czerwonawym cymbium, u samicy zaś jasnożółte. Odnóża samca są jasnożółte z dużymi, czarnymi łatami na udach, samicy zaś w całości jasnożółte. Golenie pierwszej pary mają na spodzie cztery pary szczecinek makroskopowych w przypadku samca i pięć par w przypadku samicy. Nadstopia pierwszej pary mają u obu płci trzy pary szczecinek makroskopowych spodnich. Opistosoma samca ma wierzch czarny z białym pasem poprzecznym w części przedniej i parą białych łat bocznych w części tylnej. U samicy opistosoma jest jasnożółta, ale jej wierzch ma na pomarańczowym tle dwie czarne łaty i wzór z białego owłosienia.
Nogogłaszczki samca cechują się długą i palcowatą apofizą retrolateralną, retrolateralnym kanalikiem nasiennym zataczającym pętlę, brakiem dosiebnego płata tegularnego, niemal okrągłym dyskiem embolicznym oraz smukłym i zataczającym około połowy okręgu embolusem. Genitalia samicy mają prawie kulistą spermatekę, dość wąski i nieposkręcany przewód kopulacyjny, a na płytce płciowej duże okienko podzielone wąską przegrodą środkową niełączącą się z jego przednią krawędzią.

## Ekologia i występowanie
Pająk ten zasiedla równikowe lasy deszczowe i ich skraje, gdzie bytuje wśród roślinności piętra podszytu.
Gatunek ten występuje endemicznie na Nowej Gwinei w północnej części krainy australijskiej. Znany jest tylko z okolic Tualapy w prowincji Southern Highlands Papui-Nowej Gwinei. Spotykany był na wysokości od 1000 do 1210 m n.p.m.